# Virunga Nemzeti Park
A Kongói Demokratikus Köztársaság Észak-Kivu és Orientale tartományaiban elterülő, 7900 km² területű Virunga Nemzeti Park (korábban Albert Nemzeti Park) kiemelkedő változatosságú élőhelyeket rejt, a mocsaraktól és sztyeppéktől a több mint 5000 m magas Rwenzori-hegység hómezőiig, megdermedt láva borította síkságoktól a tűzhányók oldalán növő szavannákig. A parkban hegyi gorillák élnek, a folyókban mintegy 20 000 víziló él, és szibériai madarak töltik itt a telet.
Északon (az Edward-tó mentén) az ugandai Rwenzori-hegység Nemzeti Parkkal (Rwenzori National Park, Queen Elizabeth National Park), délen az ugyancsak ugandai Bwindi  Nemzeti Parkkal szomszédos. Mindhárom nemzeti park a világörökség része.

## Története
A park Afrika első nemzeti parkja volt, 1925-ben hozták létre. 1979-ben vették fel a világörökségi helyszínek, majd 1994-ben a veszélyeztetett világörökségi helyszínek listájára.
Az utóbbi években a hegyi gorillákról vált ismertté; bár az orvvadászat és a kongói polgárháború súlyos károkat okozott élővilágának. Bár a hegyi gorilla ma már rendkívül ritka, a sikeres természetvédelmi munka biztosította a populációk fennmaradását. Sőt, a régióban folyó politikai lázongások (1994–2004) ellenére számuk növekedésnek indult. A területen mind az afrikai elefántok mind az erdei elefántok, csimpánzok, okapik, zsiráfok, kafferbivalyok megtalálhatók, számos madárfaj csak itt fészkel. 
A szomszédos Hoyo-hegység területét is a parkból felügyelik. A hegységben Bambuti pigmeus törzsek élnek, vannak barlangok és vízesések. A polgárháború kezdete óta a park némi károsodást szenvedett. Az erdőirtás és az intenzív orvvadászat maximális erőfeszítésekre késztette a parkot irányító hatóságokat, de a legtöbb vadőr aktív maradt annak ellenére, hogy 1996 és 2018 között több mint 175 vadőrt öltek meg szolgálatának teljesítése közben.  Egyéb katonai tevékenységek mellett még a Ruandai Demokratikus Felszabadító Erők  (FDLR) is a parkot használták rejtekhelyül. Az orvvadászat és az erdőirtás mellett az illegális szén-égetés fenyegeti a park élővilágát.
1996-ban a parkot felvették a Rámszari egyezményben nemzetközi jelentőségűnek minősített vadvizek jegyzékébe.
2008. október 10-én az UNESCO Világörökségi Bizottsága jelentette, hogy október elején a park területén súlyos harcokat vívott a kongói hadsereg a Congrès National pour la Défense du Peuple – (CNDP) lázadóival. A Kongói Természetvédelmi Intézet (ICCN) vezetője segítséget kért a partner intézetektől, miután a lázadók elfoglalták a park központja közelében fekvő katonai bázist. A vadőröket és családjukat kimenekítették a körzetből. A vadőrök távozása megszakította a gorillák megmaradása szempontjából elengedhetetlen folyamatos megfigyelést. A polgárháború miatt a parkot 2006 decembere és 2009 januárja között bezárták. Ugyancsak közbiztonsági okokból volt zárva a park 2018 júniusától 2019 februárjáig.
A park irányító testülete 2011-ben kőolajkutató koncessziót adott a brit Soco International vállalatnak. Emiatt sokan bírálták Emmanuel de Mérode-ot, a park igazgatóját A nemzetközi tiltakozás hatására a vállalat felhegyott a kutatással, és vállalta, hogy nem kezd hasonlókba a Világörökség védett területein.

## Jelentősége
A Virunga Nemzeti Parkot Afrika többi nemzeti parkjától az aktív tűzhányók láncolata és élőhelyeinek rendkívüli változatossága különbözteti meg: sztyeppéktől, szavannáktól és láva borította síkságoktól, mocsaraktól, mélyföldektől és hegyi erdőktől a Rwenzori-hegység egyedülálló afro-alpesi növényzetéig és a több mint 4800 m-es csúcsokig nyúló jégmezőiig. A parkban van a látványos Rwenzori és a Virunga-hegység egy része Afrika két legaktívabb tűzhányójával:
- Nyiragongo,
- Nyamuragira.

Legnagyobb része szavanna; a Rwenzori-hegységlábait trópusi esőerdő borítja. Följebb jól követhető a növényzet vertikális zonalitása.
A Rusizi-folyó partjain galériaerdők nőnek.

### Fontosabb emlősfajok
Az élőhelyek változatossága kivételes biológiai sokszínűségnek ad otthont, köztük olyan endemikus, illetve ritka és globálisan veszélyeztetett fajokkal, mint a park legdélibb részén élő hegyi gorilla.
További fajok:
- afrikai elefánt (Loxodonta africana)
- közönséges mocsáriantilop (Kobus kob),

- kafferbivaly (Syncerus caffer)

- bongó (Tragelaphus eurycerus)
- oroszlán (Panthera leo)
- foltos hiéna (Crocuta crocuta)
- szavannai varacskosdisznó (Phacochoerus africanus)
- hegyi nádiantilop (Redunca fulvorufula)
- Anubisz-pávián (Papio anubis)
- csuklyás cerkóf (Cercopithecus lhoesti)
- zászlósfarkú kolobusz (Colobus guereza)

- nílusi víziló (Hippopotamus amphibius) — az Edward-tó partvidékén[10]

Hüllők:
- nílusi krokodil (Crocodylus niloticus) — nagyobb számban a Semliki folyóban él, szórványosan az Edward-tó északi partvidékén is megfigyelték.[11]

Ismertebb madárfajok:
- nagy kócsag (Ardea alba)

- óriásgém (Ardea goliath)[10]
- rózsás gödény (Pelecanus onocrotalus) — az Edward-tóban
- afrikai marabu (Leptoptilos crumeniferus)[10]

### Világörökség, VII. kritérium, (természeti szépségek)
A Virunga Nemzeti Parkban van Afrika egyik legszebb hegyi  tájegysége. Kivételes természeti szépség a hatalmas Rwenzori-hegység hófedte csúcsaival, meredek lejtőivel, völgyeivel, a Virunga-hegység tűzhányóival. A hegyek afro-alpesi növényzetében óriás hangák és lobéliák virulnak, a lejtőket sűrű erdő növi be. A néhány évente kitörő aktív tűzhányók alakítják a kivételes tájat. A park további látványosságai például a Sinda és Ishango területek eróziós völgyei. A területen sokféle emlős él, így afrikai elefánt, kafferbivaly, közönséges mocsáriantilop. Az Edward-tó partjain, továbbá a Rwindi, Rutshuru és a Semliki folyó mentén élt Afrika legnagyobb nílusi víziló-állománya is, kb. 20 000 egyed. 1996-ban ezek mintegy 95%-át lemészárolták. A mészárlásért a kongói félkatonai szervezeteket teszik felelőssé. Ezek tagjai a vízilovak húsát megették, illetve agyaraikkal együtt eladták.

### Világörökség, VIII. kritérium, (földtörténet)
A park a Kelet-afrikai árok közepe táján, az árok Albert-hasadéknak nevezett részén, illetve a fölé magasodó Rwenzori-hegységben fekszik. Déli körzetében a litoszféralemezek távolodása hozta létre a Virunga vonulatot, amelynek nyolc tűzhányója közül hét teljesen vagy részben a parkban van — köztük Afrika két legaktívabb vulkánja, a Nyamuragira és a szomszédos Nyiragongo — ezek ketten produkálták az Afrikában valaha feljegyzett kitörések egyötödét. Jellegzetességük a különösen hígfolyós, lúgos kémhatású láva. A Nyiragongo kráterében csaknem állandó lávató fortyog, és időként katasztrófákat okozva kiönt. A park északi részén van Afrika legnagyobb jéggel borított területe, a kontinens egyetlen igazi alpesi tája és Afrika harmadik legmagasabb hegycsúcsa, a Margherita-csúcs (5109 m).

### Világörökség, X. kritérium, (biológiai sokszínűség)
Az óriási magasságkülönbségeknek (680 m-től 5109 m-ig), a csapadéknak és a talajnak köszönhetően a Virunga Nemzeti Parkban a növényzet és az élőhelyek nagyon változatosak, melynek eredményeképpen Afrikának ebben a parkjában a legnagyobb a biológiai sokszínűség. Több mint 2000 magas növényt azonosítottak, melyek közül 10% csak az Albert-hasadékban él. A növényzet kb. 15%-a Afromontane erdő. Az Albert-hasadékban több, csak itt élő gerinces faj él, mint bárhol az afrikai kontinensen. A parkban 218 emlős faj, 706 madárfaj, 109 hüllő és 78 kétéltű faj él. A park otthon nyújt 22-féle főemlősnek, közöttük három emberszabású majomfajnak: a hegyi gorillának (Gorilla beringei beringei), a keleti síkvidéki gorillának (Gorilla beringei graueri) és a keleti csimpánznak (Pan troglodytes schweinfurthi); a világ még szabadon élő hegyi gorilla populációja itt él. A park  szavannás területei a patások változatos populációjának adnak élőhelyet. A patások között megtalálható az okapi (Okapi johnstoni), mely csak a Kongói Demokratikus Köztársaságban él, és  a Rwenzori-hegységi bóbitásantilop (Cephalophus rubidus), melynek élőhelye a Rwenzori-hegység. A park nedves területei mérsékelt égövi madárfajok telelőhelyei.